# Werkgruppe Schill
Die Werkgruppe Schill ist eine der 13 Werkgruppen der Festungsfront Oder-Warthe-Bogen.

## Beschreibung

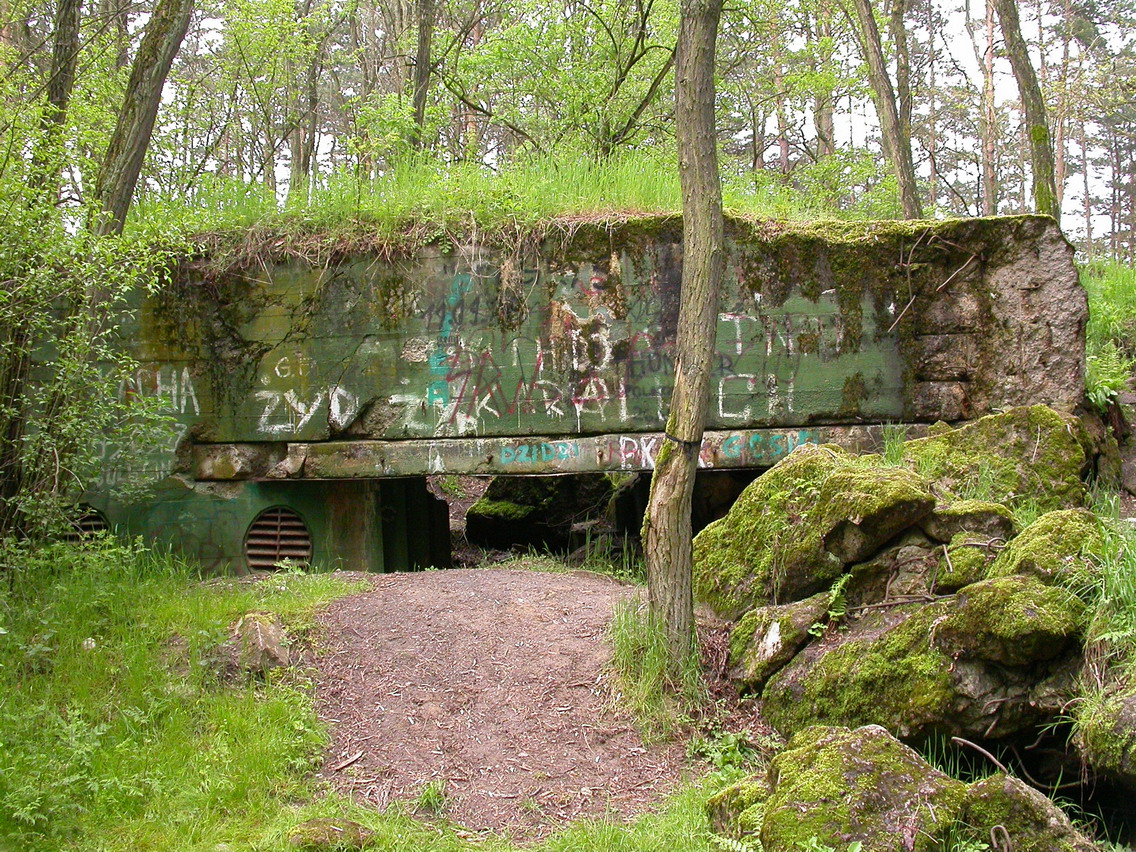
Blick auf den Eingang mit Eingangsverteidigung des Panzerwerks 757

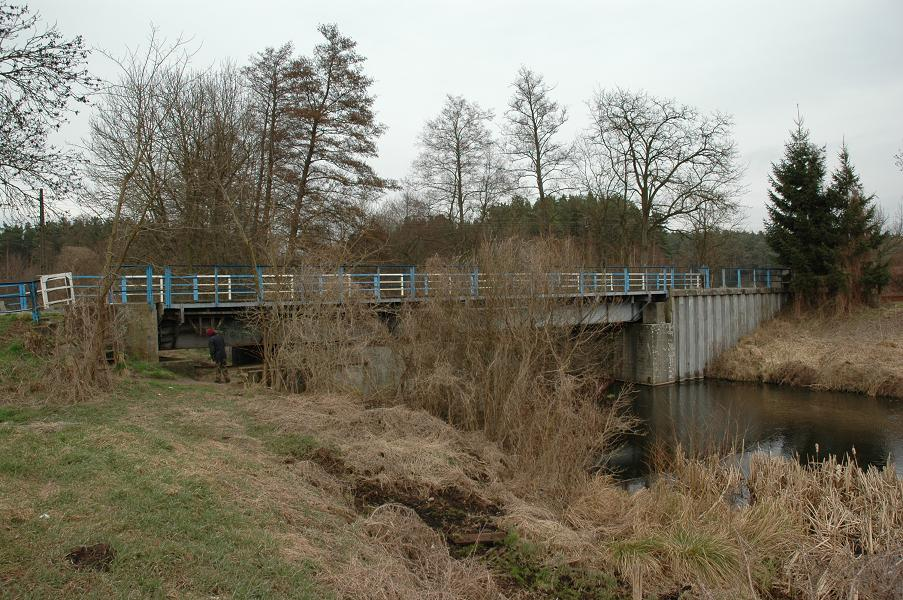
Die Drehbrücke D724 über den taktischen Kanal 725

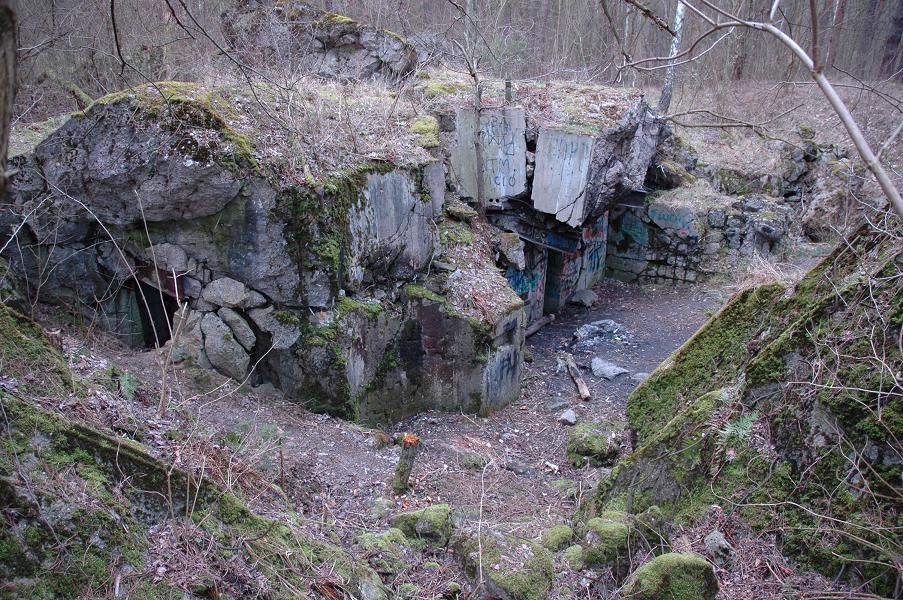
Panzerwerk 754

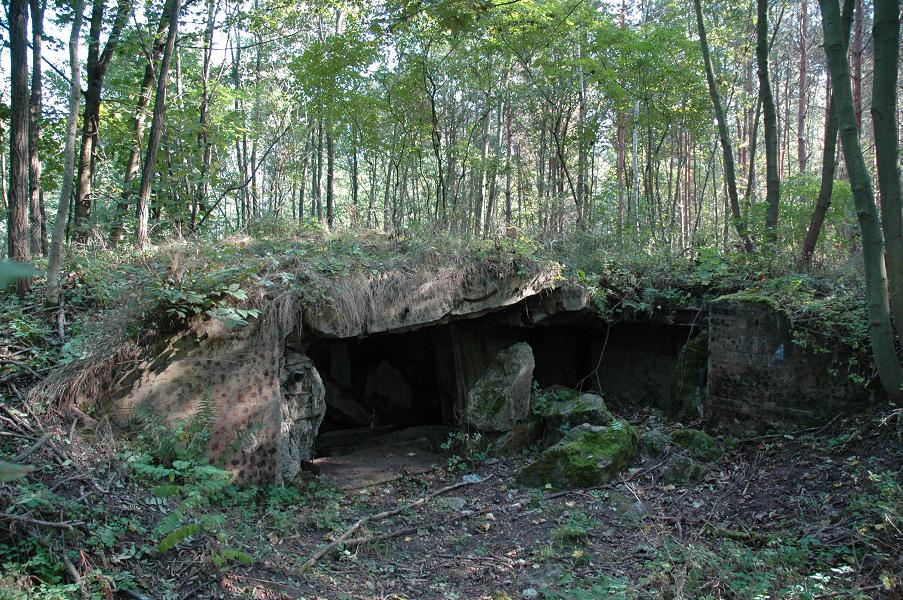
Der MG- und PaK-Unterstand 755

Südlich der Werkgruppe Ludendorff, südöstlich des Ortes Kurzig (Kursko/Polen), findet sich die Werkgruppe „SCHILL“ des Zentralabschnitts der Festungsfront Oder-Warthe-Bogen. Die aus den Werken 757 und 754 bestehende Werkgruppe hatte die Aufgabe, die Straße Meseritz (Międzyrzecz)–Kurzig (Kursko) sowie die Eisenbahnlinie Meseritz–Zielenzig (Sulęcin) zu verteidigen.
Weiterhin gehörte noch ein sogenannter „Hindenburg-Stand“, das Panzerwerk 755, zu dieser Werkgruppe, der als Teil der Nischlitz-Obra-Linie die Drehbrücke D 724, die über den taktischen Kanal 725 führte, zu decken hatte.
Die beiden Panzerwerke 754 und 757 wurden in der Ausbaustufe B alt (1,50 m Wandstärke) ausgeführt und sind mit einem Hohlgang verbunden, in dem sich eine Kaserne sowie Räume mit technischen Einrichtungen befinden.

## Werke

### Panzerwerk 757 (Pzw 757)
Das Pzw 757 ist ein zweigeschossiges Eingangswerk. Ausgestattet war es mit zwei Sechsschartentürmen vom Typ 20 P7 für zwei Maschinengewehre und einem 5-cm-Maschinengranatwerfer M19 in Panzerturm 424 P01, einem Panzerturm für Infanteriebeobachter und einem FN-Gerät (Festungsnahkampfgerät = Festungsflammenwerfer).

### Panzerwerk 754 (Pzw 754)
Bei diesem Werk handelt es sich um eine kleine zweigeschossige Anlage mit einem Sechsschartenturm 20 P7 für Maschinengewehr, einem Maschinengranatwerfer M19 in Panzerturm 424 P01 und einer Infanteriebeobachtungskleinstglocke 23 P8. Der Zugang zu diesem Werk war nur unterirdisch über den Hohlgang möglich, da es nicht über einen oberirdischen Zugang verfügte.

### MG- und PaK-Stand 755 (Hindenburgstand)
Das Werk 755 wurde im Jahr 1935 errichtet. Die Bewaffnung dieses Werkes bestand aus einem MG hinter einer Stahlschartenplatte Typ 10 P7 und einer 3,7-cm-PaK 36. Die PaK konnte in die Feldstellung 755 hinausgefahren werden.
Die unterirdischen Kasernenanlagen sind zweigeschossig ausgeführt und die einzelnen Räume durch Ziegelmauerwerk voneinander getrennt.
Die Werke der Werkgruppe Schill wurden nach dem Kriegsende durch die Rote Armee bei Sprengungen stark beschädigt und die Panzereinbauteile wie Panzerkuppeln oder Schartenplatten nahezu vollständig entfernt. Jedoch ist hier der gesamte Hohlgang mit seinen Raumaufteilungen in einem guten Erhaltungszustand.